# Африканський вузькорилий крокодил
Африканський вузькорилий крокодил (Mecistops cataphractus) — єдиний представник роду Mecistops родини Справжні крокодили. Місцева назва «кхінх», що значить собака.

## Опис
Загальна довжина досягає 2,5—4,2 м. Має дуже витягнуте, вузьке, загострене, вигнуте зверху і гладке рило, яке у 3 рази більше в довжину, ніж у ширину біля основи, запалий лоб, 2 пари розташованих у 3—4 поздовжніх ряди потиличних щитків, що зливаються із лускою на спині, і безпосередньо межують з ними поздовжніх рядів спинного панцира. Гомілки мають гребінці з лусочок, що закінчується великими зубцями.
Голова оливкового кольору з коричневими цяточками. Тулуб й хвіст темно—зеленого кольору з великими чорними плямами, жовтувато—біле черево з чорними, але значно меншими плямами.

## Спосіб життя
Полюбляє невеличкі річки, стоячу водах низовин, лагуни поблизу морського берега, гирла великих річок, особливо широких, вузькі канали, мангрові зарості. Ховається у норах на березі водойм. Харчується рибою, земноводними, зміями, черепахами, ракоподібними. Вважається небезпечним для людини.
Це одинаки, окрім періоду парування. Тут вони скупчуються у значні групи.
Біля берега будує кубло. Сюди самиця відкладає до 27 яєць. Через 110 днів з'являється малеча.

## Розповсюдження
Це ендемік Африки, а саме поширений в країнах: Бенін, Буркіна-Фасо, Камерун, Центральноафриканська Республіка, Чад, Республіка Конго, Екваторіальна Гвінея, Габон, Гамбія, Гана, Гвінея, Гвінея-Бісау, Кот-д'Івуар, Ліберія, Мавританія, Малі, Нігерія, Сенегал, Сьєрра-Леоне, Танзанія, Того , Демократична Республіка Конго, Замбія, Ангола.
Наразі кількість сягає 50 тисяч особин.